# Empis flavitarsis
Empis flavitarsis är en tvåvingeart som beskrevs av Roser 1840. Empis flavitarsis ingår i släktet Empis och familjen dansflugor. Inga underarter finns listade i Catalogue of Life.